# Morte cardiaca improvvisa
La morte cardiaca improvvisa è definita come una morte inattesa per cause cardiache non precedentemente diagnosticate o sottostimate (arresto cardiaco improvviso da: malattia cardiovascolare, ischemia cardiaca silente, cardiomiopatia, cardiopatia ischemica, pericardite, endocardite, miocardite, tachicardia, aritmia, bradicardia, coronaropatia, overdose, ecc.), che si verifica entro un'ora dalla comparsa dei sintomi, o anche senza l'insorgenza di sintomi.

## Epidemiologia
Negli adulti è una complicanza e spesso la prima manifestazione clinica di una cardiopatia ischemica. Colpisce circa 350 000 individui ogni anno negli Stati Uniti e 60 000 in Italia. In Italia la mortalità sotto i 40 anni risulta, al 2013, pari a 1 000 atleti ogni anno. La frequenza della malformazione andrebbe correlata al tasso di mortalità delle altre categorie di lavoratori sottoposte a sforzo fisico, e dei casi di decesso in condizioni cardiache a riposo.

## Eziologia
La maggior parte delle morti cardiache improvvise negli individui adulti è attribuibile a coronaropatie. Nei bambini e negli adolescenti sono maggiormente riconducibili a canalopatie familiari, mentre nei giovani adulti principalmente alla cardiomiopatia ipertrofica ma anche ad anomalie congenite delle coronarie, canalopatie, miocarditi e sindrome di Wolff-Parkinson-White. La sindrome da prolasso valvolare mitralico è stata ipotizzata come causa ereditaria della morte improvvisa infantile.
La morte cardiaca improvvisa può essere conseguenza del consumo abituale di etanolo e tabacco, dell'uso di steroidi anabolizzanti e altre sostanze dopanti, nonché di stupefacenti come marijuana, cocaina e amfetamina. Alti livelli di aldosterone (>200 pg/mL di sangue) uniti ad alti livelli di cortisolo (>21,1 mg/dL) sono stati fortemente correlati alla morte improvvisa in pazienti affetti da diabete mellito di tipo 2 emodializzati. La morte cardiaca improvvisa è stata associata di recente a una mutazione del gene LMNA mai descritta prima, chiamata c.208del.

## Anatomia patologica
Una stenosi critica (>75%) da marcata aterosclerosi coronarica di almeno uno dei tre principali vasi cardiaci è presente nell'80-90% dei soggetti colpiti da morte cardiaca improvvisa, spessissimo è presente una rottura di placca aterosclerotica; la piccola percentuale di casi rimanente non ha cause aterosclerotiche.
Un infarto miocardico cicatrizzato è presente nel 40% dei casi ma, nei pazienti rianimati con successo, il riscontro di un nuovo caso di infarto del miocardio si ha solo nel 25% dei casi. Una vacuolizzazione dei miociti subendocardici indicativa di una grave ischemia cronica è comune.
Le aritmie che avvengono in assenza di una cardiomiopatia strutturale possono portare a morte improvvisa, la causa più importante è la sindrome del QT lungo, caratterizzata da un incremento dell'eccitabilità cardiaca e da aritmie ventricolari episodiche. Le mutazioni che causano questa malattia sono presenti in almeno cinque diversi geni che codificano per alcuni elementi strutturali dei canali ionici cardiaci, compresi quelli per il potassio e per il sodio.

## Terapia
La defibrillazione in tempi rapidi è il principale rimedio. Circa il 25% dei casi potrebbe essere rianimato se venisse defibrillato entro 4/5 minuti; per ogni ulteriore minuto la possibilità di sopravvivenza diminuisce del 10%: il tempo infatti è un fattore fondamentale per la sopravvivenza senza danni cerebrali irreversibili, che arrivano a provocare anche lo stato vegetativo permanente.
Per i soggetti a rischio o che siano sopravvissuti a un arresto cardiaco, uno strumento di prevenzione può essere l'impianto di un defibrillatore sottocutaneo.